# Gmina Karbinci
Gmina Karbinci (mac. Општина Карбинци) – gmina wiejska we wschodniej Macedonii Północnej.
Graniczy z gminami: Winica od wschodu, Zrnowci od północnego wschodu, Czeszinowo-Obleszewo od północy, Probisztip od północnego zachodu, Sztip od zachodu i południa oraz Radowisz od południowego wschodu.
Skład etniczny
- 79,76% – Macedończycy
- 18,15% – Turcy
- 1,34% – Arumuni
- 0,75% – pozostali

W skład gminy wchodzą:
- 29 wsi: Argulica, Batanje, Wrteszka, Gołem Gaber, Gorni Bałwan, Gorno Trogerci, Dołni Bałwan, Dołno Trogerci, Ebeplija, Januzlija, Kałauzlija, Karbinci, Kepekczelija, Kozjak, Krupiszte, Kurfalija, Kucziłat, Kuczica, Mał Gaber, Miczak, Muratlija, Now Karaorman, Odjalija, Pripeczani, Prnalija, Radanje, Ruljak, Tarinci, Crwułewo.